# III liga polska w piłce nożnej (2015/2016)/Grupa V (podlasko-warmińsko-mazurska)
III liga, grupa podlasko-warmińsko-mazurska, sezon 2015/2016 – 8. edycja rozgrywek czwartego poziomu ligowego piłki nożnej mężczyzn w Polsce po reorganizacji lig w 2008 roku. Brało w niej udział 18 drużyn z województwa podlaskiego i województwa warmińsko-mazurskiego. Najlepsza drużyna zagrała o baraże do II ligi. Ostatnich 10 drużyn spadło odpowiednio do grup: podlaskiej i warmińsko-mazurskiej IV ligi. Opiekunem ligi był Warmińsko-Mazurski Związek Piłki Nożnej.
Sezon ligowy rozpoczął się 8 sierpnia 2015 roku, a ostatnie mecze rozegrane zostały 4 czerwca 2016 roku.
Od sezonu 2016/2017 przewidziana została reforma III ligi, gdzie w 4 grupach będzie grało po 16 zespołów.

## Zasady rozgrywek
Zmagania w lidze toczyły się systemem kołowym w dwóch rundach – jesiennej i wiosennej. Drużyna, która zajęła 1. miejsce w tabeli wzięła udział w dwumeczu barażowym o awans do rozgrywek II ligi. Drużyny, które zajęły 9 lub niższe miejsce w tabeli spadły do IV ligi.
Drużyna, która zrezygnowała z uczestnictwa w rozgrywkach, została zdegradowana o 2 klasy rozgrywkowe i przenoszona na ostatnie miejsce w tabeli (jeśli rozegrała przynajmniej 50% spotkań sezonu; wtedy mecze nierozegrane weryfikowane były jako walkowery 0:3 na niekorzyść drużyny wycofanej) lub jej wyniki zostały anulowane. Z rozgrywek eliminowana – i również degradowana o 2 klasy rozgrywkowe – była drużyna, która nie rozegrała z własnej winy 3 spotkań sezonu.
Kolejność w tabeli ustalana była według liczby zdobytych punktów. W przypadku uzyskania równej ilości punktów przez dwie drużyny, o zajętym miejscu decydowały:
a) liczba zdobytych punktów w spotkaniach bezpośrednich,
b) korzystniejsza różnica między zdobytymi i utraconymi bramkami w spotkaniach bezpośrednich,
c) przy uwzględnieniu reguły UEFA, że bramki strzelone na wyjeździe liczone są podwójnie, korzystniejsza różnica między zdobytymi i utraconymi bramkami w spotkaniach bezpośrednich,
d) korzystniejsza różnica bramek we wszystkich spotkaniach z całego cyklu rozgrywek,
e) większa liczba bramek zdobytych we wszystkich spotkaniach z całego cyklu.
| Uczestnicy sezonu 2014/2015 | Uczestnicy sezonu 2014/2015                | Uczestnicy sezonu 2014/2015 | Uczestnicy sezonu 2014/2015 |
| --------------------------- | ------------------------------------------ | --------------------------- | --------------------------- |
| ELB                         | Olimpia Elbląg                             | 2                           |                             |
| DRW                         | Finishparkiet Drwęca Nowe Miasto Lubawskie | 3                           |                             |
| SOS                         | Sokół Ostróda                              | 4                           |                             |
| MEŁ                         | MKS Ełk                                    | 5                           |                             |
| ZBP                         | Znicz Biała Piska                          | 6                           |                             |
| JA2                         | Jagiellonia II Białystok                   | 7                           |                             |
| WAS                         | KS Wasilków                                | 8                           |                             |
| ŁOM                         | ŁKS 1926 Łomża                             | 9                           |                             |
| CON                         | Concordia Elbląg                           | 10                          |                             |
| OLO                         | Olimpia Olsztynek                          | 11                          |                             |
| HMG                         | Huragan Morąg                              | 12                          |                             |
| KOR                         | MKS Korsze                                 | 13                          |                             |
| WAR                         | Warmia Grajewo                             | 14                          |                             |
| ROM                         | Rominta Gołdap                             | 15                          |                             |
| STD                         | Start Działdowo                            | 17                          |                             |

| Awans z IV ligi 2014/2015 | Awans z IV ligi 2014/2015 | Awans z IV ligi 2014/2015 | Awans z IV ligi 2014/2015 |
| ------------------------- | ------------------------- | ------------------------- | ------------------------- |
| grupa podlaska            |                           |                           |                           |
| WIS                       | Wissa Szczuczyn           | 1                         |                           |
| grupa warmińsko-mazurska  |                           |                           |                           |
| KĘT                       | Granica Kętrzyn           | 1                         |                           |
| WIK                       | GKS Wikielec              | 2                         |                           |

Objaśnienia:
- Wicemistrz IV ligi KS Michałowo zrezygnował z awansu do III ligi i w związku z rezygnacją z gry w III lidze Dębu Dąbrowa Białostocka dodatkowo utrzymał się Start Działdowo[4].

### Tabela
| Lp. | Drużyna                                    | M  | Z  | R  | P  | Bramki | Bramki | Różn. | Pkt | Uwagi             | Bezpośrednio |
| --- | ------------------------------------------ | -- | -- | -- | -- | ------ | ------ | ----- | --- | ----------------- | ------------ |
| 1   | Olimpia Elbląg (M) (B)                     | 34 | 27 | 5  | 2  | 115    | 17     | +98   | 86  | Baraże o II ligę  |              |
| 2   | Huragan Morąg                              | 34 | 25 | 4  | 5  | 79     | 22     | +57   | 79  |                   |              |
| 3   | MKS Ełk1                                   | 34 | 24 | 6  | 4  | 77     | 23     | +54   | 78  |                   |              |
| 4   | Finishparkiet Drwęca Nowe Miasto Lubawskie | 34 | 21 | 7  | 6  | 80     | 32     | +48   | 70  |                   |              |
| 5   | ŁKS 1926 Łomża                             | 34 | 20 | 5  | 9  | 70     | 35     | +35   | 65  |                   |              |
| 6   | Sokół Ostróda                              | 34 | 18 | 5  | 11 | 68     | 49     | +19   | 59  |                   |              |
| 7   | Jagiellonia II Białystok                   | 34 | 16 | 6  | 12 | 55     | 37     | +18   | 54  |                   |              |
| 8   | Concordia Elbląg                           | 34 | 16 | 4  | 14 | 48     | 42     | +6    | 52  |                   |              |
| 9   | Wissa Szczuczyn (S)                        | 34 | 15 | 6  | 13 | 52     | 44     | +8    | 51  | Spadek do IV ligi |              |
| 10  | Znicz Biała Piska (S)                      | 34 | 13 | 11 | 10 | 57     | 43     | +14   | 50  | Spadek do IV ligi |              |
| 11  | GKS Wikielec (S)                           | 34 | 11 | 9  | 14 | 52     | 56     | −4    | 42  | Spadek do IV ligi |              |
| 12  | Warmia Grajewo (S)                         | 34 | 12 | 5  | 17 | 49     | 72     | −23   | 41  | Spadek do IV ligi |              |
| 13  | Rominta Gołdap (S)                         | 34 | 9  | 8  | 17 | 43     | 55     | −12   | 35  | Spadek do IV ligi |              |
| 14  | MKS Korsze (S)                             | 34 | 8  | 5  | 21 | 27     | 90     | −63   | 29  | Spadek do IV ligi |              |
| 15  | KS Wasilków (S)                            | 34 | 6  | 4  | 24 | 40     | 79     | −39   | 22  | Spadek do IV ligi |              |
| 16  | Granica Kętrzyn (S)                        | 34 | 5  | 3  | 26 | 29     | 104    | −75   | 18  | Spadek do IV ligi |              |
| 17  | Start Działdowo (S)                        | 34 | 3  | 5  | 26 | 19     | 101    | −82   | 14  | Spadek do IV ligi |              |
| 18  | Olimpia Olsztynek2 (S)                     | 34 | 7  | 2  | 25 | 20     | 79     | −59   | 23  | Drużyna wycofana  |              |

Źródło: 90minut.pl (pol.) 
Oznaczenia: (M) – tytuł mistrzowski, (A) – awans, (S) – spadek.
Zasady ustalania kolejności: 1. liczba zdobytych punktów w całym cyklu rozgrywek; 2. liczba punktów zdobyta w meczach bezpośrednich; 3. różnica bramek w meczach bezpośrednich; 4. różnica bramek w meczach bezpośrednich – bramki zdobyte na wyjeździe liczone podwójnie; 5. różnica bramek w całym cyklu rozgrywek; 6. liczba zdobytych bramek w całym cyklu rozgrywek. 
Bezpośrednio: stosowane, gdy dwie lub więcej drużyn mają identyczny dorobek punktowy.
Objaśnienia:
1Płomień Ełk połączył się z Mazurem Ełk i występuje pod nazwą MKS Ełk. 

### Wyniki
| Gospodarz \ Gość             | CON | DRW   | WIK | KĘT   | HMG   | JA2   | WAS | ŁOM   | MEŁ | KOR   | ELB   | OLO   | ROM | SOS | STD   | WAR | WIS | ZBP |
| Concordia Elbląg             |     | 0:1   | 0:1 | 2:0   | 2:0   | 0:1   | 3:1 | 0:3   | 0:2 | 4:0   | 0:0   | 3:0wo | 5:1 | 0:2 | 1:0   | 1:2 | 0:2 | 0:0 |
| Drwęca Nowe Miasto Lubawskie | 0:0 |       | 3:1 | 8:0   | 0:4   | 3:0   | 3:0 | 2:2   | 1:3 | 2:0   | 1:1   | 6:1   | 2:1 | 2:1 | 4:0   | 7:0 | 1:0 | 4:2 |
| GKS Wikielec                 | 1:2 | 0:0   |     | 7:0   | 0:2   | 0:3   | 3:0 | 1:5   | 0:1 | 2:0   | 0:4   | 3:0wo | 3:3 | 1:1 | 5:0   | 1:3 | 2:0 | 1:1 |
| Granica Kętrzyn              | 2:4 | 1:5   | 0:1 |       | 0:3   | 0:2   | 1:4 | 0:4   | 0:7 | 1:0   | 1:7   | 1:2   | 1:3 | 3:5 | 3:1   | 2:0 | 1:1 | 0:1 |
| Huragan Morąg                | 4:0 | 0:1   | 2:0 | 2:0   |       | 1:0   | 2:1 | 1:2   | 2:2 | 5:0   | 3:1   | 4:0   | 2:0 | 1:3 | 4:0   | 4:0 | 2:1 | 4:0 |
| Jagiellonia II Białystok     | 0:1 | 0:1   | 3:1 | 6:1   | 0:2   |       | 1:0 | 0:0   | 1:1 | 1:1   | 1:2   | 0:1   | 2:0 | 2:1 | 0:0   | 1:1 | 0:1 | 3:2 |
| KS Wasilków                  | 3:3 | 1:2   | 1:0 | 1:3   | 1:4   | 0:5   |     | 0:1   | 1:3 | 1:2   | 0:4   | 4:0   | 3:0 | 0:4 | 1:3   | 1:1 | 3:1 | 1:2 |
| ŁKS 1926 Łomża               | 0:2 | 2:1   | 0:1 | 3:0   | 1:1   | 3:4   | 4:1 |       | 0:0 | 3:2   | 1:4   | 2:1   | 3:1 | 1:0 | 3:0   | 3:0 | 4:0 | 1:1 |
| MKS Ełk                      | 1:0 | 1:0   | 5:0 | 5:0   | 1:1   | 0:1   | 1:1 | 2:1   |     | 4:0   | 2:1   | 3:0wo | 1:0 | 3:0 | 3:0   | 5:0 | 3:0 | 2:0 |
| MKS Korsze                   | 2:5 | 0:5   | 1:1 | 1:0   | 1:3   | 1:4   | 0:4 | 1:0   | 0:3 |       | 0:11  | 0:4   | 0:0 | 1:3 | 1:0   | 4:2 | 1:0 | 2:2 |
| Olimpia Elbląg               | 5:0 | 0:0   | 2:2 | 3:0   | 1:0   | 5:1   | 4:1 | 2:1   | 6:0 | 7:0   |       | 2:1   | 2:0 | 1:0 | 3:0   | 4:0 | 4:2 | 0:0 |
| Olimpia Olsztynek            | 2:1 | 0:3wo | 1:1 | 0:3wo | 0:3wo | 0:3wo | 1:0 | 0:3wo | 1:5 | 0:3wo | 0:3wo |       | 1:0 | 1:2 | 0:3wo | 1:0 | 0:1 | 0:0 |
| Rominta Gołdap               | 0:2 | 0:1   | 2:2 | 2:0   | 2:2   | 1:1   | 2:0 | 1:3   | 1:1 | 2:1   | 0:3   | 2:0   |     | 3:6 | 7:0   | 3:0 | 0:2 | 0:0 |
| Sokół Ostróda                | 2:1 | 3:3   | 3:2 | 2:2   | 0:3   | 1:0   | 4:1 | 2:1   | 3:2 | 1:1   | 0:3   | 3:0wo | 2:1 |     | 2:0   | 3:0 | 1:3 | 0:1 |
| Start Działdowo              | 1:3 | 0:3   | 1:2 | 1:1   | 1:3   | 0:6   | 1:1 | 0:2   | 0:1 | 0:1   | 0:7   | 3:2   | 0:1 | 0:5 |       | 1:1 | 2:2 | 0:7 |
| Warmia Grajewo               | 1:2 | 3:2   | 1:4 | 5:1   | 0:3   | 3:0   | 2:1 | 0:3   | 0:2 | 4:0   | 0:7   | 3:0wo | 1:2 | 2:1 | 9:1   |     | 1:1 | 2:0 |
| Wissa Szczuczyn              | 2:0 | 3:1   | 2:2 | 3:0   | 0:1   | 3:0wo | 4:0 | 0:3   | 1:2 | 4:0   | 0:4   | 3:0wo | 2:1 | 1:1 | 3:0wo | 0:1 |     | 2:1 |
| Znicz Biała Piska            | 0:1 | 2:2   | 4:1 | 3:1   | 1:2   | 1:3   | 5:2 | 4:2   | 1:0 | 2:0   | 0:2   | 3:0wo | 1:1 | 3:1 | 4:0   | 1:1 | 2:2 |     |

Źródło: 90minut
Objaśnienia:
1Drużyna gospodarzy jest wymieniona po lewej stronie tabeli.
Kolory: zielony – zwycięstwo gospodarzy, żółty – remis, różowy – zwycięstwo gości.
Kwalifikacja do baraży o II ligę: Olimpia Elbląg
Spadek do IV ligi: Wissa Szczuczyn, Znicz Biała Piska, GKS Wikielec, Warmia Grajewo, Rominta Gołdap, MKS Korsze, KS Wasilków, Granica Kętrzyn, Start Działdowo, Olimpia Olsztynek.l

## Baraże o II ligę
Losowania par dokonano 15 października 2015.
| 11 czerwca 2016 15:00 | Motor Lublin | 0:1(0:0)Raport | Olimpia Elbląg · 85' Piceluk | Arena Lublin, Lublin Widzów: 8919 Sędzia: Mariusz Złotek (Stalowa Wola) |
|                       |              |                |                              |                                                                         |

| 15 czerwca 2016 17:00 | Olimpia Elbląg · Pietroń 29' · Kołosow 81' | 2:1(1:1)Raport | Motor Lublin · 22' Drozd | Stadion Miejski, Elbląg Sędzia: Artur Aluszyk (Szczecin) |
|                       |                                            |                |                          |                                                          |

Wynik dwumeczu – 3:1 dla Olimpii.
Awans do II ligi na sezon 2016/2017 uzyskała: Olimpia Elbląg.